# The Bronx (Film)
The Bronx ist ein amerikanischer Spielfilm aus dem Jahr 1981. Regie bei dem Filmdrama führte Daniel Petrie.

## Handlung
Der Film erzählt über das Leben der Polizisten im heruntergekommenen Stadtteil South Bronx in New York City. Für die Polizei ist die Arbeit an dieser Polizeistation, die sie als Fort Apache bezeichnen, eine Strafe. Nur vier Prozent der dort ansässigen Polizisten sprechen Spanisch, obwohl der Stadtteil überwiegend von Puerto-Ricanern und Afroamerikanern bewohnt wird.
Der ältere Polizist Murphy ist seit 18 Jahren im Polizeidienst. Er löst Probleme einerseits mit Härte, andererseits mit Kreativität. Den Respekt vor dem Gesetz und den Bewohnern der Bronx hat er nie verloren. Bestechungsgelder nimmt er nicht an. Er verliebt sich in die jüngere puerto-ricanische Krankenschwester Isabella und geht mit ihr eine Beziehung ein. Nach der ersten Liebesnacht entdeckt Murphy, dass sie Drogen nimmt. Das Thema schweigt er aber zunächst tot. Murphys neuer Kollege ist der Italoamerikaner Corelli. Dieser möchte bei der Polizei Karriere machen und Ärger aus dem Weg gehen.
Zwei Streifenpolizisten werden von der drogensüchtigen Prostituierten Charlotte  ermordet. Der neue Polizeichef will Ergebnisse sehen und befiehlt, möglichst viele Festnahmen zu machen. Die Ermittlungen werden mit harten Methoden durchgeführt. Dies führt zu mehrtägigen Unruhen, die die hilflose Polizei mit Tränengas und Gewalt aufzulösen versucht. Im Zusammenhang mit den Krawallen ermordet der Polizist Morgan einen unschuldigen Puerto-Ricaner, indem er ihn ohne Grund vom Dach eines Gebäudes wirft. Murphy, der das Geschehen beobachtete, bekommt Schuldgefühle. Der direkten Frage seines Vorgesetzten weicht er aus, denkt jedoch daran, Morgan anzuzeigen. Sein Partner Corelli redet ihm das aus. Er sei zwar ebenfalls über das Verhalten entsetzt, einen Kollegen verrate man jedoch nicht.
Das Verhältnis zwischen Murphy und Morgan ist angespannt. Als Murphy diesem sagt, dass er den Mord gesehen habe, greift Morgan ihn an und es entsteht eine wilde Schlägerei. Von Schuldgefühlen geplagt spricht er mit Isabella über sein moralisches Dilemma. Sie sagt ihm zu, dass er keine Sekunde zögern würde, ihren Bruder anzuzeigen, wenn dieser der Mörder gewesen wäre. Dann lässt sie sich von Murphy in der Nähe der Drogenhändler absetzen, um sich einen Schuss Heroin zu besorgen. Die Drogenhändler, bei denen Isabella ihre Drogen kauft, haben mittlerweile die Prostituierte Charlotte getötet, nachdem sie einen von ihnen ohne Grund mit einer Rasierklinge angegriffen hatte.
Die Drogenhändler fürchten, dass Isabella sie an Murphy verraten könnte. Sie präparieren ihr Heroin so, dass Isabella nach einer Überdosis zusammenbricht. Sie wird ins Jefferson-Hospital, ihren Arbeitsplatz, gebracht, wo ihre Kollegen sie nicht mehr retten können. Bei einer Geiselnahme im selben Krankenhaus werden beide Dealer von Murphy und einem Kollegen erschossen. Nach der Geiselbefreiung sucht Murphy nach Isabella und entdeckt diese tot auf einer Bahre. Murphy zeigt Morgan bei seinem Chef an und kündigt den Job. Murphys Chef sagt ihm, dass er ein guter Polizist und seine Kündigung ein Fehler sei. Anschließend jagen Murphy und Corelli einen Einbrecher durch die verwahrlosten Straßen der Bronx. Die Schlussszene deutet an, dass Murphy wieder zum Polizeidienst zurückkehren wird.

## Kritiken
Roger Ebert schrieb, dass Paul Newman seine Rolle gut spiele. Rachel Ticotin sei „wundervoll“. Ebert kritisierte die Gewalt und einige Szenen, die er für unnötig hielt.

## Gerichtsverhandlung
- Tom Walker, Autor von Fort Apache (New York: Crowell, 1976. ISBN 0-690-01047-8) verklagte die Produktionsgesellschaft. Im Verfahren Walker v. Time Life Films, Inc., 784 F.2d 44 (2d Cir. 1986) wurde darüber verhandelt, ob der Drehbuchautor die Idee Walkers gestohlen hätte. Walker argumentierte, dass sowohl Film als auch Buch die Ermordung zweier Polizisten aus nächster Nähe schilderten. Film und Buch beinhalteten Hahnenkämpfe, Betrunkene, ausgeschlachtete Autos, Prostituierte, Polizeispitzel, irischstämmige demoralisierte Polizisten der dritten und vierten Generation, die erfolglos versuchten, das Verbrechen zu bekämpfen. Das United States Court of Appeals wies die Klage zurück. Sie nannte die geschilderten Sachverhalte  „scènes à faire“ (französisch für „Szenen, die notwendig sind“) – Merkmale, die für ein Genre so typisch seien, dass es fast schon eine Pflicht sei, sie zu zeigen. Das Verwenden von  scènes à faire sei kein Verstoß gegen Urheberrecht.[4]